# Vittus Mikaelsen
Vittus Mikaelsen (født 1951, død 9. august 2017) var en grønlandsk politiker.
Han repræsenterede Siumut og var ordfører i Ammassalik Kommune. Ved valget i 2005 fik Siumut 6 ud af 11 pladser i kommunestyret, og Vittus Mikaelsen fortsatte dermed som ordfører. Siumut fik også pladsen som første viceordfører med Gerth Ignatiussen. 
Han havde en plads i Landstinget fra 1999. 